# Avesta

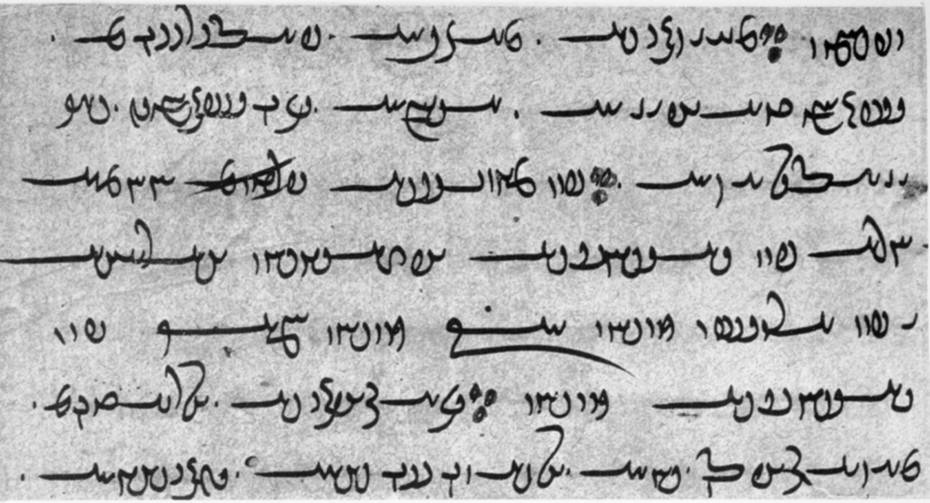
Rukopis Avesty, Bodleian Library, Oxford)

Avesta je soubor posvátných textů zarathuštrismu sepsaných v jazyce zvaném avestánština. V širším slova smyslu zahrnuje také středoperské překlady a komentáře těchto textů zvané Zend. Avesta byla sestavena až v době Sasánovské říše a nedochovala se kompletní, k dispozici je pouze zlomek, přibližně čtvrtina, jenž byl uchován v komunitách Pársů. Novoperské jméno Avesta vychází ze středoperského abestág/apasták, jež snad vychází z praíránského *upa stávaka „chvála“.

## Historie
Podle středoperského podání byla Avesta vytvořena Ahura Mazdou a poté předána Zarathuštrou králi Vištáspovi. Později měly být rukopisy Avesty zničeny Alexandrem Makedonským během jeho dobytí Achaimeovské říše a v době Parthské říše znovu rekonstruovány na základě dochovaných fragmentů a ústní tradice. Pro tato podání však neexistují žádné doklady.
Z jazykové analýzy textů vyplývá že nevznikly v Párse, centru Achaimenovské říše, ale pravděpodobně východněji – v dnešním Afghánistánu či východním Íránu. Nejstaršími částmi souboru jsou gáthy, část Jasny hapnaháití a hlavní zarathuštrické modlitby sepsané v takzvané starší avestánštině, přičemž nejstarší z nich mohly vzniknout kolem roku 1 000 př. n. l., vzhledem k blízkosti avestánštiny k védskému sanskrtu. Pozdější původ pak má zbytek Jasny, Jašty a Vendídád. Všechny tyto texty byly pravděpodobně uchovávány pouze skrze ústní tradici.
K zapsání souboru došlo nejspíše až ve 4. století, v době Sasánovské říše, pro tyto účely speciálně vytvořeným avestánským písmem a to snad z důvodů potřeby zarathuštristů soupeřit s konkurenčním křesťanstvím, buddhismem a manicheismem. Zachované rukopisy Avesty pak všechny pocházejí z jediného zdrojového rukopisu, jenž vznikl mezi 9. a 10. stoletím, a nejstarší dochované pocházejí z 13. století.

## Obsah
O obsahu a členění Avesty v původním rozsahu informuje středoperský text zvaný Dénkard, podle kterého se dělila na tři knihy po sedmi kapitolách, podle tohoto přehledu se nám zachovala pouze přibližně čtvrtina obsahu souboru, přičemž kompletním či téměř kompletním textem je pouze Vendídad. Na druhou stranu známe avestánské texty které v Dénkardu nefigurují.
Zachované části Avesty jsou následující:
- Jasna „obětování“, hlavní liturgická část recitovaná při stejnojmenném rituálu která mimo jiné zahrnuje:
  - gáthy „zpěvy“, nejstarší část Avesty, jež byly podle tradice složeny samotným Zarathuštrou
  - Jasna Hapnahaití „jasna sedmidílná“
  - modlitby Ahuna vairja, Ašem vohu, Jenhé hátam a Airjamana Išja
  - Hóm jašt „hymnus na Haomu“
- Visprad „všem ratuům, všem pánům“, vzývání recitována během pěti hlavních svátků[3]
- Churtak Apasták „malá Avesta“, soubor modliteb pro potřeby laiků zahrnující mimo jiné:
  - Njájišn „modlitby“, modlitby různým božstvům a živlům
  - Gáh, pět modliteb ochráncům částí dne
  - Áfríngán „blahořečení“
- Síh róčak , výčet božstev třiceti dnů v měsíci
- Jašt „uctívání“, soubor hymnů na zarathuštrická božstva
- Vendídád, též Vidévdát „ustanoven proti daévům“, soubor náboženských a rituálních zásad
- fragmenty zahrnující například:
  - Nírangistán a Herbadestán, rituální předpisy v podobě avestánských pasáží a komentářů k nim[4]
  - Pursišníhá „otázky“, katechismus složený z otázek a odpovědí
  - Aogemadaéčá „přijímáme“, pojednání o smrti
  - Hadócht Nask, oslava modlitby Ašem vohu a pojednání o osudu duše po smrti
  - Frahang i óím, avestánsko-středoperský slovník
  - Áfrín i Zartušt „blahořečení Zarathuštrovo

Kromě toho existují i další fragmenty: Jeden z nich, nazývaný Westergaardův fragment, je pramenem pro raně zarathuštrický koncept vzkříšení.

## Avesta v Evropě
Kromě zmínek u starověkých autorů nebyla Avesta v Evropě známa a první přesnější zprávy přinesli až francouzští misionáři v 17. století. První překlad do evropského jazyka vydal roku 1771 francouzský vědec Abraham Anquetil-Duperron, který strávil 10 let v Indii a přivezl odtud asi 180 rukopisů.
O jeho objevu se zprvu pochybovalo, během 19. století však poutal stále větší pozornost a byl překládán i do dalších jazyků a čten. O jeho popularitě svědčí i to, že si Friedrich Nietzsche vybral právě Zarathustru, aby jeho ústy tlumočil své hlavní poselství.

## Avesta v České republice
Rukopis Avesty je uložen v knihovně Orientálního ústavu Akademie věd v Praze. Na Ústavu srovnávací jazykovědy Filozofické fakulty Univerzity Karlovy byla připravena jeho digitalizovaná forma, která je volně přístupná veřejnosti.